# Pristimantis almendariz
Pristimantis almendariz é uma espécie de anfíbio anuro da família Strabomantidae. Está presente no Equador. A UICN classificou-a como deficiente de dados.